# Las łęgowy
Las łęgowy – zbiorowisko leśne, występujące nad rzekami i potokami, w zasięgu wód powodziowych, które podczas zalewu nanoszą i osadzają żyzny muł. Najbardziej typową glebą dla lasów łęgowych jest holoceńska mada rzeczna. Siedliska niemal wszystkich łęgów związane są z wodami płynącymi. W drzewostanie łęgów występują m.in.: olcha, topola, wierzba, wiąz, jesion, dąb. Gatunkami występującymi we wszystkich zespołach łęgowych są: podagrycznik pospolity (Aegopodium podagraria), kostrzewa olbrzymia (Festuca gigantea), pokrzywa zwyczajna (Urtica dioica), wiązówka błotna (Filipendula ulmaria) i bluszczyk kurdybanek (Glechoma hederacea). Lasy łęgowe zaliczane są do roślinności azonalnej, niezwiązanej z określoną strefą roślinną (klimatyczną), ale ze specyfiką siedliska. Lasy te narażone są na wyniszczenia spowodowane m.in. pracami związanymi z regulacją koryt rzecznych oraz melioracjami wodnymi.

## Klasyfikacja fitosocjologiczna lasów łęgowych

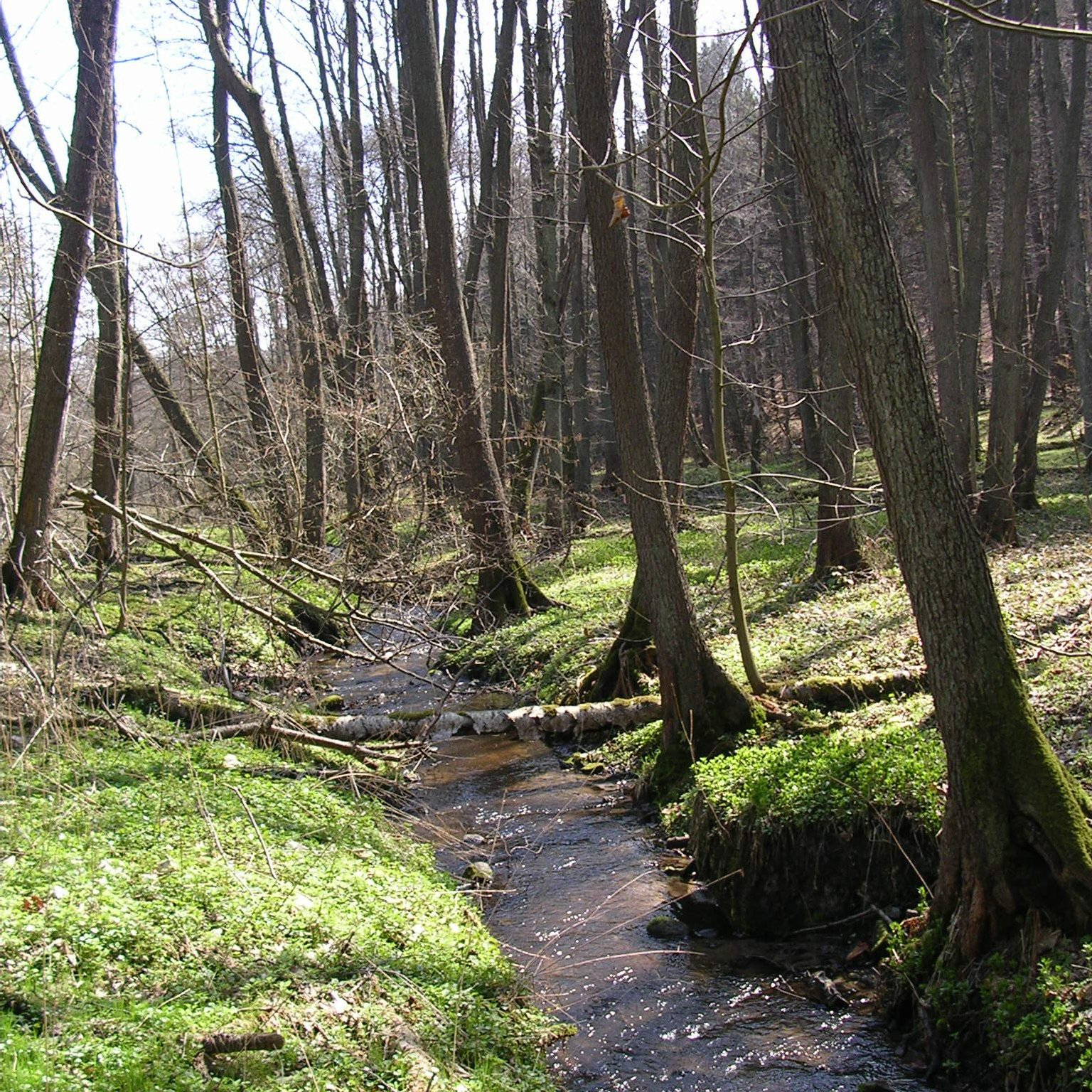
Łęg nad potokiem Swelina

Lasy łęgowe występujące w Polsce dzielą się na dwie grupy:
1. olszowe, jesionowe i wiązowe, tworzące związek Alno-Ulmion
2. wierzbowe i topolowe, należące do związku Salicion albae w obrębie klasy Salicetea purpureae.

Łęgi ze związku Alno-Ulmion ze względu na charakter siedliska można podzielić na:
- niżowe:
  - łęg jesionowo-wiązowy (Ficario-Ulmetum minoris (Knapp, 1942 em. J. Matuszkiewicz, 1976));
  - łęg jesionowo-olszowy (Fraxino-Alnetum (W. Matuszkiewicz, 1952));
  - łęg wiązowy z fiołkiem wonnym (Violo-Ulmetum lub Violo odoratae-Ulmetum minoris (Weewers, 1940 em. Doing, 1962));
  - łęg olszowy gwiazdnicowy (Stellario-Alnetum (Stellario nemorum-Alnetum glutinosae, Lohm., 1957)).
- podgórsko-górskie:
  - podgórski łęg jesionowy (Carici remotae-Fraxinetum (Koch, 1926 ex Faber, 1936));
  - nadrzeczna olszyna górska (Alnetum incanae (Ludi, 1921));
  - bagienna olszyna górska (Caltho-Alnetum lub Caltho laetae-Alnetum (Zarzycki, 1963 em. Stuchlik, 1968));
  - łęg jesionowy z jarzmianką większą (Astrantio-Fraxinetum (Oberdorfer, 1953)).

Ze względu na występowanie gatunków podzielić je można na dwa podzwiązki:
- łęgi wiązowe (Ulmenion) – łęg jesionowo-wiązowy i łęg wiązowy z fiołkiem wonnym,
- łęgi olszowe (Alnenion glutinoso-incanae) – pozostałe łęgi należące do związku Alno-Ulmion.

Łęgi ze związku Salicion albae ze względu na fizjonomię zbiorowiska dzielą się na:
- zbiorowiska zaroślowe:
  - wikliny nadrzeczne (Salicetum triandro-viminalis (Lohm., 1952));
- zbiorowiska leśne:
  - nadrzeczny łęg wierzbowy (Salicetum albo-fragilis (Tx., 1955) lub Salici-Populetum (Meijer Drees, 1936));
  - nadrzeczny łęg topolowy (Populetum albae (Braun-Blanquet, 1931));

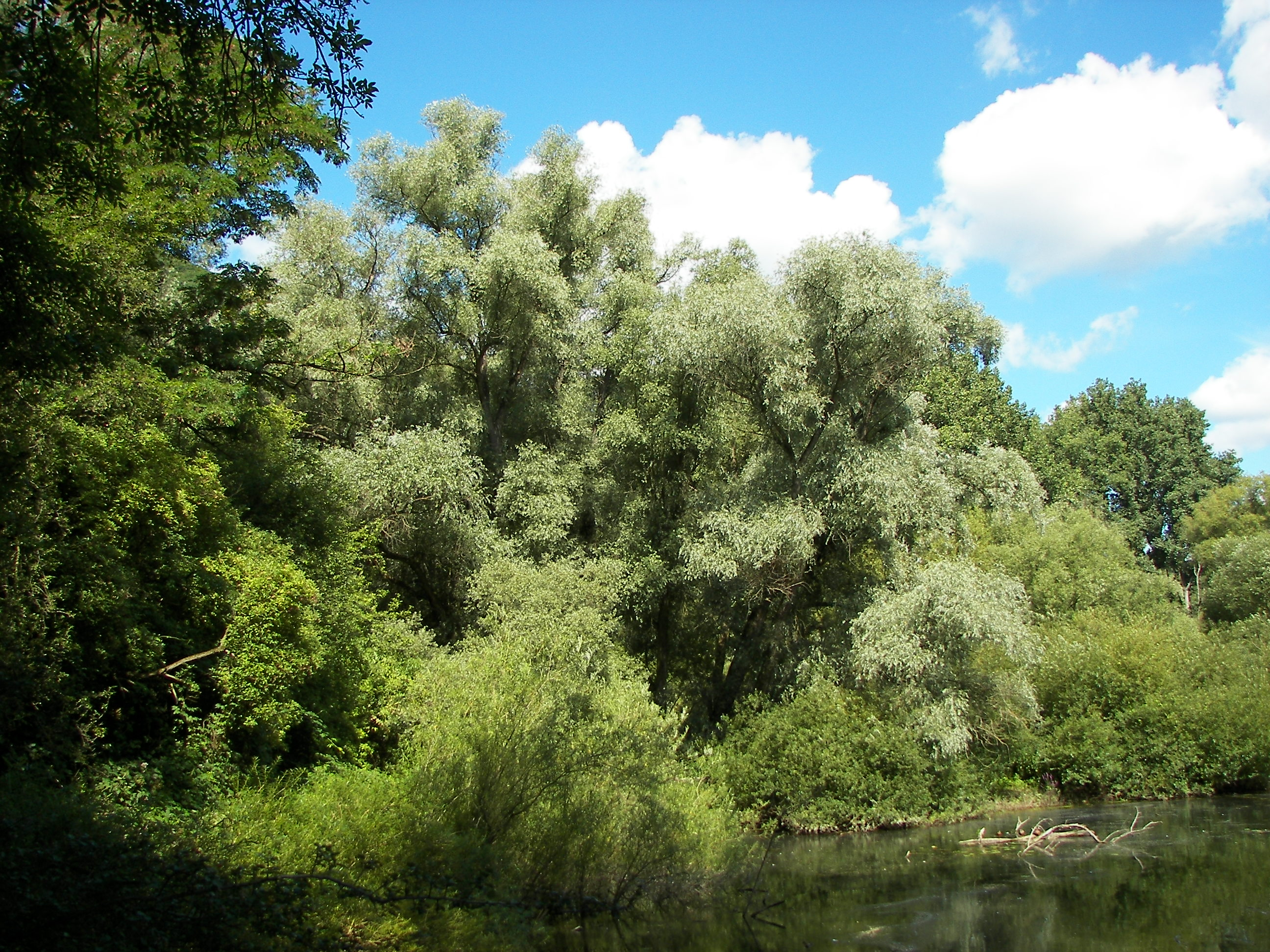
Łęg wierzbowo-topolowy (Bingen am Rhein)

Oprócz łęgów związku Salicion albae do klasy Salicetea purpureae należy jeszcze związek Salicion eleagni, jednak nie występuje on na terenie Polski. Dla nadrzecznego łęgu wierzbowego stosuje się także zamienną nazwę Salici-Populetum (łęg wierzbowo-topolowy). Łęgi zarówno w Polsce, jak i na świecie są przedmiotem ciągłych badań i ich nazwa, systematyka lub przynależność do poszczególnych związków i zespołów może się zmieniać.
Łęgiem tradycyjnie (choć przestarzale) nazywa się też czasem łąki położone na wilgotnych glebach w pobliżu rzek, często powstałe w wyniku odlesienia. Wyróżnia się tu:
- łęgi właściwe – żyzne, bardzo wilgotne,
- łęgi rozlewiskowe – położone zwykle na glebach zabagnionych, w szerszych częściach doliny,
- łęgi zastoiskowe – porośnięte turzycami.

## Typ siedliskowy lasu
W leśnictwie łęgiem (Lł – łęg) nazywa się również jeden z typów siedliskowych lasu porastający siedliska żyzne lub bardzo żyzne wytworzone na madach brunatnych lub czarnoziemach, które są okresowo w ciągu roku podtapiane lub zalewane; z próchnicą typu mull. Gleby wytworzone są z mad średnich lub ciężkich, średnio głębokich lub głębokich: są to gliny ilaste, iły, utwory pylaste, często na piaskach.

## Gatunki roślin

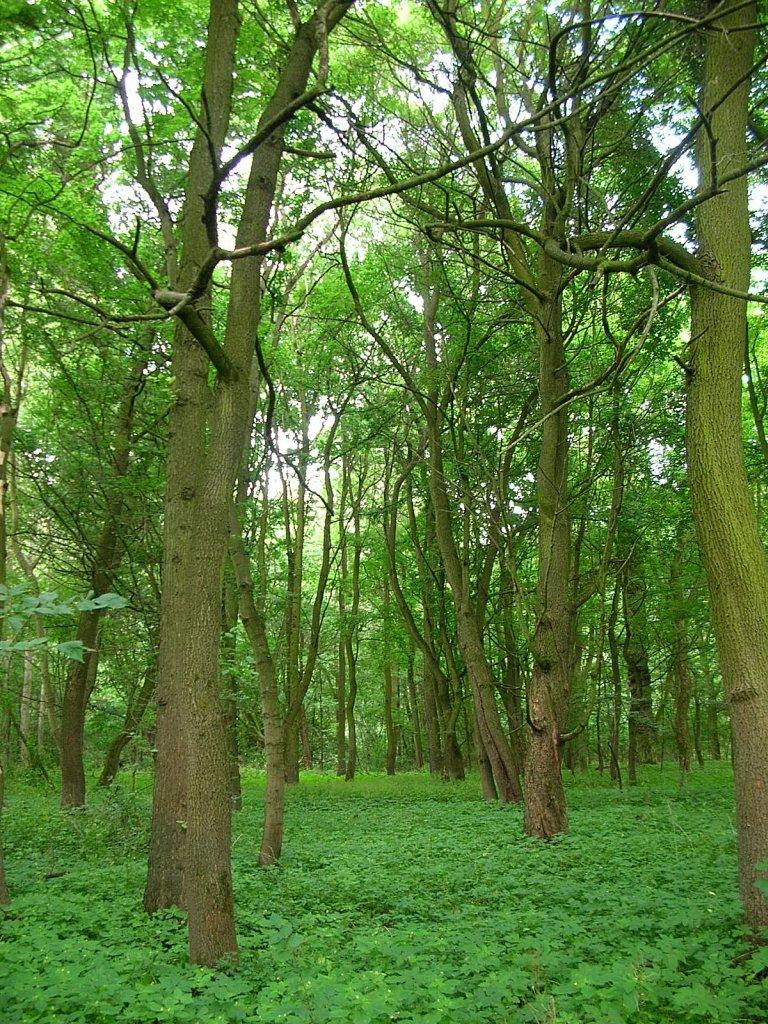
Łęg wiązowo-jesionowy w rezerwacie przyrody Wielka Kępa Ostromecka k. Bydgoszczy

### Gatunki typowe
- Aegopodium podagraria – podagrycznik pospolity,
- Alnus incana – olsza szara,
- Agropyron caninum (syn. Elymus caninus) – perz psi,
- Carex pendula – turzyca zwisła,
- Carex remota – turzyca rzadkokłosa,
- Carex strigosa – turzyca zgrzebłowata,
- Chrysosplenium alternifolium – śledziennica skrętolistna,
- Circaea alpina – czartawa drobna,
- Circaea lutetiana – czartawa pospolita,
- Equisetum telmateia – skrzyp olbrzymi,
- Festuca gigantea – kostrzewa olbrzymia,
- Ficaria verna – ziarnopłon wiosenny,
- Filipendula ulmaria – wiązówka błotna,
- Gagea lutea – złoć żółta,
- Glechoma hederacea – bluszczyk kurdybanek,
- Hypericum hirsutum – dziurawiec kosmaty,
- Matteuccia struthiopteris – pióropusznik strusi,
- Plagiomnium undulatum (syn. Mnium undulatum) – płożymerzyk falisty (kędzierzawy),
- Prunus padus (syn. Padus aivum) – czeremcha zwyczajna,
- Ribes spicatum (syn. R. schlechtendalii) – porzeczka dzika,
- Rumex sanguineus – szczaw gajowy,
- Salix alba – wierzba biała,
- Salix triandra – wierzba trójpręcikowa,
- Salix viminalis – wierzba wiciowa,
- Solidago serotina – nawłoć późna,
- Stellaria nemorum – gwiazdnica gajowa,
- Ulmus minor (syn. U. campestris) – wiąz pospolity.

### Gatunki częste
- Calystegia sepium – kielisznik zaroślowy,
- Circaea intermedia – czartawa pośrednia,
- Dactylis polygama – kupkówka Aschersona,
- Deschampsia caespitosa – śmiałek darniowy,
- Galeodbolon luteum – gajowiec żółty,
- Geum urbanum – kuklik pospolity,
- Geranium robertianum – bodziszek cuchnący,
- Humulus lupulus – chmiel zwyczajny,
- Impatiens noli-tangere – niecierpek pospolity,
- Lysimachia nummularia – tojeść rozesłana,
- Phalaris arundinacea – mozga trzcinowata,
- Pulmonaria obscura – miodunka ćma,
- Pulmonaria officinalis – miodunka plamista,
- Rubus caesius – jeżyna popielica,
- Stachys sylvatica – czyściec leśny,
- Symphytum officinale – żywokost lekarski,
- Urtica dioica – pokrzywa zwyczajna.

## Zagrożenia i ochrona
Łęgi na potrzeby inwentaryzacji obszarów Natura 2000 są oznaczone jako siedlisko przyrodnicze nr 91F0 – łęgowe lasy dębowo-wiązowo-jesionowe (Ficario-Ulmetum) oraz siedlisko priorytetowe nr 91E0 – łęgi wierzbowe, topolowe, olszowe i jesionowe (Salicetum albae, Populetum albae, Alnenion glutinoso-incanae, olsy źródliskowe).